# Lolo Andoche
 (juillet 2022).
Lolo Andoche, de son vrai nom Charlemagne Andoche Amoussou, est un styliste et modéliste béninois. Créateur et promoteur de la marque « Lolo Andoche ». Il est spécialisé dans les tissus unis et plus particulièrement le pagne tissé au Bénin appelé kanvô.
Ancien président et vice-président de l’Association des créateurs de mode du Bénin, il participe à divers événements concernant la mode au Bénin et dans la région.

## Biographie

### Enfance et formations
À la suite d'une année blanche de 1989, Lolo Andoche prend le chemin de la couture, un domaine qui le passionne depuis son enfance. Il y fait trois ans de formations.

### Carrière
Amoussou est le fondateur de la marque de mode « Lolo Andoche ». Ses créations sont centrées sur le pagne, les tissus unis et surtout le kanvô béninois.
Il fait ses premiers pas dans le milieu de la création en participant au défilé de mode « Célébration 2000 » organisé par Vlisco en novembre 1999.
Au cours de sa carrière, il crée plusieurs collections dont : Atcho (2 novembre 2018), Unik 2.1 (5 février 2021), Été 2021 (août 2021), Élite glamour (mai 2021) puis Bijoux (février 2022). Il lance par ailleurs Patrimoine (2 octobre 2021) et Official (26 mars 2021), toutes deux dans son showroom de Steinmetz.
Lolo Andoche est présent lors de nombreux événements de la mode au Bénin et dans la région. Parmi ceux-ci figurent la première édition de Lomé Men's Fashion Week qui se tient en juin 2021. Il participe aussi à l'UBA Marketplace en juillet 2019 à Abuja, à la première édition de Brunch en pagne à Cotonou le 15 août 2021 et à la 9e édition de FIMO 228 le 18 février 2022 au Togo.
En collaboration avec Fabrice d'Almeida, il crée en 2004 la marque « Tribu ébène », adaptée à des personnes de la diaspora africaine qui souhaitent porter des vêtements inspirés de la culture africaine au quotidien,.
Élu vice-président de l’Association des créateurs de mode du Bénin le 28 septembre 2016, Lolo Andoche est également un ancien président de l'association.

## Distinctions
- « Prix des étoiles » du groupe Guérite TV Monde (11 septembre 2019)[18]
- Trophée « Best Ceo » des Ceo Awards dans la catégorie culture et mode (11 janvier 2020)[19].